# ایژو
ایژو (به لاتین: Ezhou) یک شهر مرکزی در جمهوری خلق چین است که در هوبئی واقع شده‌است.

## خصوصیات
ایژو ۱٬۵۹۳٫۵۴ کیلومترمربع مساحت و ۱٬۰۴۸٬۶۶۸ نفر جمعیت دارد.